# Kudremukh
Kudremukh (kannada: ಕುದುರೆಮುಖ) är ett berg och även en kommun som ligger  i Indien.   Det ligger i distriktet Dakshina Kannada och delstaten Karnataka, i den södra delen av landet, 1 700 km söder om huvudstaden New Delhi. Toppen på Kudremukh är 1 894 meter över havet. Arean är 600 kvadratkilometer.
Terrängen runt Kudremukh är varierad. Kudremukh är den högsta punkten i trakten. Runt Kudremukh är det ganska tätbefolkat, med 214 invånare per kvadratkilometer. I omgivningarna runt Kudremukh växer i huvudsak städsegrön lövskog.